# Inspection générale des affaires sociales
Ne doit pas être confondu avec Inspecteur de l'action sanitaire et sociale.
L’inspection générale des affaires sociales (Igas) est un service administratif français créé en 1967 et un grand corps de l'Etat. Cette inspection générale interministérielle dispose d’un champ très large de compétences qui s’étend à l’ensemble des questions relatives aux affaires sociales, à la santé, à la solidarité (protection sociale), à l’emploi, au travail, à la politique de la ville, à la formation professionnelle et à la modernisation de l’État.

## Histoire
L’inspection générale des affaires sociales a été créée par le décret no 67-390 du 11 mai 1967. Elle regroupe alors trois services créés antérieurement : l’inspection générale du ministère de la Santé publique et de la population, l’inspection générale de la sécurité sociale et les inspecteurs généraux du travail et de la main d’œuvre, alors chargés d’encadrer l’inspection du travail.
Elle est régie par la loi n° 96-452 du 28 mai 1996 (art 42), qui donne compétence à l’Igas, indépendamment de l’organisation gouvernementale, en vigueur sur l’ensemble des institutions du champ social, qu’elles soient publiques (État, collectivités territoriales, agences, organismes paritaires…) ou privées (entreprises, associations…), dès lors qu’elles bénéficient de fonds publics ou qu’elles font appel à la générosité du public.
Dans le cadre de la réforme de la haute fonction publique de 2021, le corps de l'inspection générale des affaires sociales, créé par le décret n°90-393 du 2 mai 1990 portant statut particulier du corps de l'inspection générale des affaires sociales "est mis en extinction à compter du 1er janvier 2023", à l'instar de onze autres corps : corps des sous-préfets, des préfets, de l'inspection générale des finances, de l'inspection générale de l'administration, etc. Cette réforme a conduit à la création d'un statut d'emploi fonctionnel permettant d'occuper les fonctions d'inspection au sein de neuf services dont l'Igas. Cette réforme a conduit, par ailleurs, à actualiser et compléter les dispositions réglementaires régissant l'organisation et les missions de l'Igas au moyen du décret n° 2022-1680 du 27 décembre 2022 relatif à l'organisation et aux missions de l'inspection générale des affaires sociales.

## Objet
L’inspection générale assure  « le contrôle et l’évaluation de la mise en œuvre des politiques publiques de la sécurité sociale et de la prévoyance sociale, de la protection sanitaire et sociale, du travail, de l’emploi et de la formation professionnelle ».
Elle est en outre chargée de contrôler les associations faisant appel à la générosité du public (OFAG). Le 12 avril 2010, l’Igas a également été chargée par le ministre de la Santé de réduire les inégalités en matière de santé.

## Affaire du Mediator
Lors de l'affaire du Mediator, le rapport de l’Igas ne souligne que la dissimulation par Servier de la nature amphétaminique du Mediator, les autorités sanitaire n’étant, selon lui, que les victimes de l’industriel. Xavier Bertrand, ministre de la Santé au moment où éclate le scandale, en 2010, avait choisi Aquilino Morelle comme inspecteur Igas pour cette mission. Celui-ci est un « vieil ami de Didier Tabuteau », directeur général de l'Agence du médicament (actuelle Agence nationale de sécurité du médicament et des produits de santé) de 1993 jusqu'en 1997, avec qui il a écrit un ouvrage intitulé La Santé publique (2010) et tous les deux enseignent à Sciences Po au sein de la chaire santé, dont le responsable est Didier Tabuteau. C’est le rapport Igas qui servira de canevas à l’information judiciaire concernant l'affaire du Mediator. Selon Le Figaro, le rapport de l’Igas rendu public le 15 janvier 2011 fait l’impasse sur la période Tabuteau à l’Agence.

## Membres de l'Igas

### Liste des chefs de l'Igas
- Jacquelin Bardeau (1967-1977)[10]
- Dominique Ceccaldi (1977-1982)
- Michel Lucas (1982-1993)
- Christan Rollet (1993-2000)
- Marie-Caroline Bonnet Galzy (2000-2006)
- André Nutte (2006-2009)
- Pierre Boissier (2009-2017)
- Nathalie Destais (2017-2022)
- Thomas Audigé (depuis 2022)

### Membres de l'Igas
- Brigitte Bourguignon
- Jérôme Guedj
- Marie-Thérèse Join-Lambert
- Daniel Lenoir
- Dominique Méda
- Aquilino Morelle

## Dans la fiction
Le film Hors normes montre des inspecteurs de l'Igas, interprétés par Frédéric Pierrot et Suliane Brahim.